# Wapen van Costa Rica
Het wapen van Costa Rica vertoont enige gelijkenis met het wapen van de verdwenen federatie van de Verenigde Staten van Centraal-Amerika, waar Costa Rica in de 19e eeuw deel van uitmaakte. Het wapen staat centraal op de vlag van Costa Rica.
De drie bergen in het wapen verwijzen naar de drie grootste gebergten van Costa Rica. Hun positie tussen twee zeeën symboliseert de ligging van het land tussen de Caribische Zee en de Grote Oceaan. De schepen symboliseren de maritieme geschiedenis van Costa Rica.
Het wapen toont zeven sterren; dit verwijst naar de zeven provincies van Costa Rica.